# Zilveren schaatsenrijder
De zilveren schaatsenrijder (Gerris argentatus) is een wants uit de familie van de Gerridae (Schaatsenrijders). De soort werd het eerst wetenschappelijk beschreven door Theodor Emil Schummel in 1832.

## Uiterlijk
De tamelijk kleine schaatsenrijder zeer kortvleugelig (micropteer) of langvleugelig (macropteer) en kan 6 tot 8 mm lang worden. De wants is grotendeels donker gekleurd, het halsschild is donker maar heeft in het midden in de lengterichting een opstaand randje (kiel) die er bij een bepaalde lichtval als een lichte middenstreep uitziet. Het voorste gedeelte heeft een onduidelijke gele lijn aan de zijkanten. Langs de achterrand van het halsschild lopen twee rijtjes met zilverwitte haartjes, dat is waar de schaatsenrijder zijn Nederlandse (en wetenschappelijke) naam aan te danken heeft (argent = zilver). De pootjes en de antennes zijn zwart alleen de voorste dijen zijn geel. De wants kan verward worden met de poelschaatsenrijder (Gerris lacustris), die is echter groter, heeft geen duidelijk begrensde gele voordijen en de zilverwitte haartjes ontbreken. De zilveren schaatsenrijder lijkt ook op de bosschaatsenrijder (Gerris gibbifer), maar die is ook groter, heeft een korte gele middenlijn vooraan op het halsschild en eveneens geen zilverwitte haartjes. Een andere schaatsenrijder uit hetzelfde genus lijkt er ook op, het buiktandje (Gerris odontogaster), daar hebben de mannetjes kenmerkende tandjes op de onderkant van het achterlijf, zijn de voordijen minder geel en ontbreken de zilverwitte haartjes. Ten slotte lijkt de wants ook nog op de bruine schaatsenrijder (Gerris thoracicus) maar ook die heeft geen zilverwitte haartjes en heeft een koperkleurige beharing, gele antennes en een gele vlek achter het halsschild.

## Leefwijze
De wants leeft aan de oppervlakte van het water. Ze kunnen over het wateroppervlak lopen en ze jagen op kleine insecten, die vlak onder het wateroppervlak leven, bijvoorbeeld muggenlarven, maar vooral van insecten, die in het water zijn gevallen. De soort doorstaat de winter als volwassen dier. Er zijn twee generaties per jaar, een kortlevende kortvleugelige generatie in juni en juli en daarna een langvleugelige vorm die overwintert. De nimfen kunnen van mei tot oktober worden aangetroffen langs de oevers van vijvers, meertjes, sloten en kanalen, minder op open water.

## Leefgebied
In Nederland komt de soort vrij algemeen voor en breidt zich de laate jaren verder uit. Het leefgebied is Palearctisch, van Europa en Noord-Afrika tot in grote delen van Azië.